# Рудни
Рудни (каз. Рудный, рус. Рудный) је град Казахстану у Костанајској области. Према процени из 2010. у граду је живело 111.686 становника.
Град је основан 30. августа 1957. године. Резолуцијом Председништва Врховног савета Казахстанског ССР-а, село градитеља ССГОК Рудни претворено је у град са очувањем имена - Рудни. Налази се у региону Костанаи, на 46 км. југозападно од регионалног центра Костанаи, на левој обали Тобола, на аутопуту републичког значаја Костанаи-Житикар.
Град је настао на основу великих лежишта руде гвожђа Сарбаиск и Соколовски. Први генерални план села градитеља ССГОК развијен је 1953. године и пројектован је за 22,0 хиљада људи. Године 1954. почела је изградња фабрике, мастер план је прилагођен у вези са повећањем становништва на 30 хиљада људи. 
Град има 22 школе, 3 стручна лицеја, 3 колеџа, 10 градских здравствених установа, сиротиште, амбуланту, апотеке, 7 библиотека, 2 клупске установе, локални историјски музеј, 2 омладинске спортске школе за децу, 2 базена, 2 стадион, 1 хокејско игралиште на отвореном.

## Становништво
Према процени, у граду је 2010. живело 111.686 становника.
| 1979.    | 1989.    | 1999.    |
| -------- | -------- | -------- |
| 109.707. | 125.245. | 117.300. |